# 하라사와 히사요시
하라사와 히사요시(일본어: 原沢 久喜, はらさわ ひさよし, 1992년 7월 3일~)는 일본의 유도 선수이다. 2016년 하계 올림픽에서 헤비급 은메달을 획득했으며, 2020년 하계 올림픽 혼성 단체전에서 은메달을 획득했다.